# Claude Bourquard
Claude Bourquard (ur. 5 marca 1937 w Belfort) – francuski szpadzista, brązowy medalista olimpijski i wielokrotny medalista mistrzostw świata.
Na igrzyskach olimpijskich w Tokio w 1964 roku Francuzi w składzie: Claude Brodin, Yves Dreyfus, Claude Bourquard, Jacques Guittet i Jacques Brodin zdobyli brązowy medal w zawodach drużynowych. W turnieju indywidualnym był szósty. Na rozgrywanych cztery lata później igrzyskach olimpijskich w Meksyku w zawodach drużynowych był siódmy, a w indywidualnych odpadł w pierwszej rundzie.
Podczas mistrzostw świata w Budapeszcie w 1959 roku Claude Bourquard, Claude Brodin, Jacques Guittet, Gérard Lefranc i René Queyroux zdobyli drużynowo brązowy medal. W tej samej konkurencji zdobywał następnie złote medale na mistrzostwach świata w Buenos Aires (1962), mistrzostwach świata w Paryżu (1965) i mistrzostwach świata w Moskwie (1966) oraz srebrne na mistrzostwach świata w Turynie (1961), mistrzostwach świata w Gdańsku (1963) i mistrzostwach świata w Montrealu (1967). Ponadto wywalczył też srebrny medal indywidualnie na MŚ 1966, plasując się za Aleksiejem Nikanczikowem z ZSRR.